# Phelsuma masohoala
Phelsuma masohoala este o specie de șopârle din genul Phelsuma, familia Gekkonidae, descrisă de Christopher John Raxworthy și Nussbaum 1994. A fost clasificată de IUCN ca specie pe cale de dispariție (stare critică). Conform Catalogue of Life specia Phelsuma masohoala nu are subspecii cunoscute.